# Veude (Indre)
Die Veude ist ein Fluss im Département Indre-et-Loire in der Region Centre-Val de Loire in Frankreich, die nach etwa 14 Kilometer insgesamt etwa westlichen Laufs auf dem Gemeindegebiet von Avoine von links in die unterste Indre mündet.
Im selben Kanton Chinon wie sie mündet eine merklich größere Veude in die Vienne.

## Oberlauf
Der Hauptoberlauf der Veude entsteht im großen Waldgebiet der Forêt domaniale de Chinon etwas südlich der es in gerader Linie von Nordost nach Südwest durchquerenden D 751 gegenüber dem Einzelanwesen La Bergeraie der Gemeinde Saint-Benoît-la-Forêt als Teichauslauf auf etwa 110 m oder auch wenig abwärts in der zugehörigen Talmulde. Das Gewässer fließt ganz kurz östlich und wendet sich dann auf nordnordwestlichen Lauf. Nach über 2 km, auf denen es einige kleine Zuflüsse vor allem von rechts aufgenommen hat, erreicht die Veude den Ostrand der Rodungsinsel um den Siedlungsplatz Le Châtelier der Gemeinde, worauf sie ein weiteres Mal um etwa 90° die Richtung nach links wechselt. Bald durchquert sie dann an einigen kleinen Siedlungsplätzen vorbei die Hauptrodungsinsel der Gemeinde im Norden. Bei Les Caves Perrières wechselt sie wieder in den Wald, worin gut einen Kilometer später ihr einzig bedeutender oberer Zufluss, der Ruisseau du Guettier, auf etwa 58 m von links zuläuft.

## Ruisseau du Guettier
Der Ruisseau du Guettier ist wegen nicht viel geringerer Länge und ähnlichem Einzugsgebiet ein etwa gleichwertiger Oberlauf. Er entsteht im noch zur Gemeinde Cravant-les-Côteaux gehörenden Teil des großen Waldgebietes auf etwa 111 m und läuft recht beständig nordwestlich. Nach dem Übertritt aufs Gebiet von Saint-Benoît bei dessen Siedlungsplatz La Belasserie zieht er zunächst in einem Schlauch der offenen Flur, später am Südwestrand der gemeindlichen Hauptrodungsinsel, den letzten halben Kilometer bis zum Zusammenlauf mit dem rechten Oberlauf westwärts wieder durch den Wald.

## Unterläufe
Der vereinte Bach, der vielleicht zunächst weiter nach dem Guettier heißt, zieht einen knappen Kilometer westwärts und wechselt dann am Flurrand ins Gemeindegebiet von Huismes, wo er gleich die Bahnlinie Tours–Chinon unterquert und den Bahnhof der Gemeinde passiert. Am Siedlungsplatz Les-Fontaines-d'Ozon vorbei wendet er sich auf Nordwestlauf in einer wenig eingetieften, auf dem Grund oft nur hundert Meter breiten, aufgeforsteten Geländemulde, in der er sich mehrfach in zwei Arme aufspaltet. Der längste dieser Abschnitte, meist rechts in der Mulde laufend, ist hier die Riasse; wo sie noch linker Lauf ist, führt ihr ein über sechs Kilometer langer Entwässerungsgraben aus dem Siedlungszentrum von Avoines im Westen her nur unbeständig Wasser zu. Der linke Lauf heißt dann auf einem folgenden Abschnitt bis zu seinem Rücklauf bei La Massonnière Le Douay. An einem alten Mühlenplatz gleich danach teilt sich der Bach nun endgültig in die linke Veude und die rechte Riasse, die nun die letzten anderthalb Kilometer im Muldenwäldchen nebeneinander herlaufen. Die Riasse ist schon bald und bis zur Mündung Gemeindegrenze von Huismes am rechten Ufer zu Avoine am linken und mündet nach Passieren zweier Teiche am rechten Ufer beim dortigen Siedlungsplatz La Fosse au Brun, während die Veude auf dem Gebiet von Avoines bei Le Moulin de l'Arceau auf knapp 36 m nur einen Viertelskilometer nach ihr von links die Indre erreicht. Rund drei Flusskilometer abwärts ergießt sich dann die Indre selbst beim Kernkraftwerk Chinon in die Loire.
Die Oberläufe wie auch der Unterlauf bis Les-Fontaines-d'Ozon sind unbeständig.